# Okręg wyborczy nr 51 do Senatu Rzeczypospolitej Polskiej
Okręg wyborczy nr 51 do Senatu Rzeczypospolitej Polskiej obejmuje obszar powiatów brzeskiego, kluczborskiego, namysłowskiego, nyskiego i prudnickiego (województwo opolskie). Wybierany jest w nim 1 senator na zasadzie większości względnej.
Utworzony został w 2011 na podstawie Kodeksu wyborczego. Po raz pierwszy zorganizowano w nim wybory 9 października 2011. Wcześniej obszar okręgu nr 51 należał do okręgu nr 20.
Siedzibą okręgowej komisji wyborczej jest Opole.

## Reprezentanci okręgu
| Rok  | Rok  | Senator              | Komitet wyborczy                           |
| ---- | ---- | -------------------- | ------------------------------------------ |
|      | 2011 | Ryszard Knosala      | Platforma Obywatelska RP                   |
|      | 2015 | Jerzy Czerwiński     | Prawo i Sprawiedliwość                     |
| 2019 |      | Jerzy Czerwiński     | Prawo i Sprawiedliwość                     |
|      | 2023 | Tadeusz Jarmuziewicz | KKW Koalicja Obywatelska PO .N iPL Zieloni |

## Wyniki wyborów
Symbolem „●” oznaczono senatorów ubiegających się o reelekcję.

### Wybory parlamentarne 2011
| Kandydat                                                                                      | Kandydat             | Komitet wyborczy                           | Głosów | Głosów | Głosów |
| Kandydat                                                                                      | Kandydat             | Komitet wyborczy                           | Liczba | %      | +/–    |
| --------------------------------------------------------------------------------------------- | -------------------- | ------------------------------------------ | ------ | ------ | ------ |
|                                                                                               | Ryszard Knosala ●    | Platforma Obywatelska RP                   | 44 124 | 34,28  | –      |
|                                                                                               | Janusz Sanocki       | Prawo i Sprawiedliwość                     | 28 645 | 22,25  | –      |
|                                                                                               | Norbert Krajczy ●    | Polskie Stronnictwo Ludowe                 | 25 520 | 19,82  | –      |
|                                                                                               | Kazimierz Łukawiecki | Sojusz Lewicy Demokratycznej               | 14 233 | 11,06  | –      |
|                                                                                               | Tadeusz Konarski     | KWW Unia Prezydentów – Obywatele do Senatu | 11 381 | 8,84   | –      |
|                                                                                               | Irena Płonka         | Polska Partia Pracy – Sierpień 80          | 4828   | 3,75   | –      |
| Frekwencja: 40,36% Liczba głosów ważnych: 128 731 (96,90%) Źródło: Państwowa Komisja Wyborcza |                      |                                            |        |        |        |

● Ryszard Knosala i Norbert Krajczy reprezentowali w Senacie VII kadencji (2007–2011) okręg nr 20.

### Wybory parlamentarne 2015
| Kandydat                                                                                      | Kandydat          | Komitet wyborczy           | Głosów | Głosów | Głosów |
| Kandydat                                                                                      | Kandydat          | Komitet wyborczy           | Liczba | %      | +/–    |
| --------------------------------------------------------------------------------------------- | ----------------- | -------------------------- | ------ | ------ | ------ |
|                                                                                               | Jerzy Czerwiński  | Prawo i Sprawiedliwość     | 41 623 | 30,68  | +8,63  |
|                                                                                               | Ryszard Knosala ● | Platforma Obywatelska RP   | 32 643 | 24,06  | –10,22 |
|                                                                                               | Andrzej Pyziak    | KWW Kukiz’15               | 29 354 | 21,64  | –      |
|                                                                                               | Zdzisław Sarnicki | Nowoczesna Ryszarda Petru  | 16 043 | 11,82  | –      |
|                                                                                               | Andrzej Butra     | Polskie Stronnictwo Ludowe | 10 665 | 7,86   | –11,96 |
|                                                                                               | Hubert Kołodziej  | KWW Mniejszość Niemiecka   | 5350   | 3,94   | –      |
| Frekwencja: 43,23% Liczba głosów ważnych: 135 678 (97,49%) Źródło: Państwowa Komisja Wyborcza |                   |                            |        |        |        |

### Wybory parlamentarne 2019
| Kandydat                                                                                      | Kandydat           | Komitet wyborczy             | Głosów | Głosów | Głosów |
| Kandydat                                                                                      | Kandydat           | Komitet wyborczy             | Liczba | %      | +/–    |
| --------------------------------------------------------------------------------------------- | ------------------ | ---------------------------- | ------ | ------ | ------ |
|                                                                                               | Jerzy Czerwiński ● | Prawo i Sprawiedliwość       | 73 426 | 45,54  | +14,86 |
|                                                                                               | Jan Woźniak        | Sojusz Lewicy Demokratycznej | 56 495 | 35,04  | –      |
|                                                                                               | Janusz Sanocki     | KWW Przywrócić Prawo         | 18 027 | 11,18  | –      |
|                                                                                               | Adam Mazguła       | KWW Adama Mazguły            | 13 297 | 8,25   | –      |
| Frekwencja: 53,27% Liczba głosów ważnych: 161 245 (97,64%) Źródło: Państwowa Komisja Wyborcza |                    |                              |        |        |        |

### Wybory parlamentarne 2023
| Kandydat                                                                                      | Kandydat             | Komitet wyborczy                           | Głosów | Głosów | Głosów |
| Kandydat                                                                                      | Kandydat             | Komitet wyborczy                           | Liczba | %      | +/–    |
| --------------------------------------------------------------------------------------------- | -------------------- | ------------------------------------------ | ------ | ------ | ------ |
|                                                                                               | Tadeusz Jarmuziewicz | KKW Koalicja Obywatelska PO .N iPL Zieloni | 88 689 | 46,76  | –      |
|                                                                                               | Jerzy Czerwiński ●   | Prawo i Sprawiedliwość                     | 75 193 | 39,65  | –5,89  |
|                                                                                               | Zbigniew Fabijaniak  | Konfederacja Wolność i Niepodległość       | 25 774 | 13,59  | –      |
| Frekwencja: 66,96% Liczba głosów ważnych: 189 656 (97,67%) Źródło: Państwowa Komisja Wyborcza |                      |                                            |        |        |        |